# Neonauclea vinkiorum
Neonauclea vinkiorum là một loài thực vật có hoa trong họ Thiến thảo. Loài này được Ridsdale mô tả khoa học đầu tiên năm 1989.

## Nơi sống
Phạm vi bản địa của loài này là phía Tây New Guinea (Bán đảo Vogelkop). Nó là một loại cây bụi mọc chủ yếu ở khu vực nhiệt đới ẩm ướt.